# Mas Selamat bin Kastari

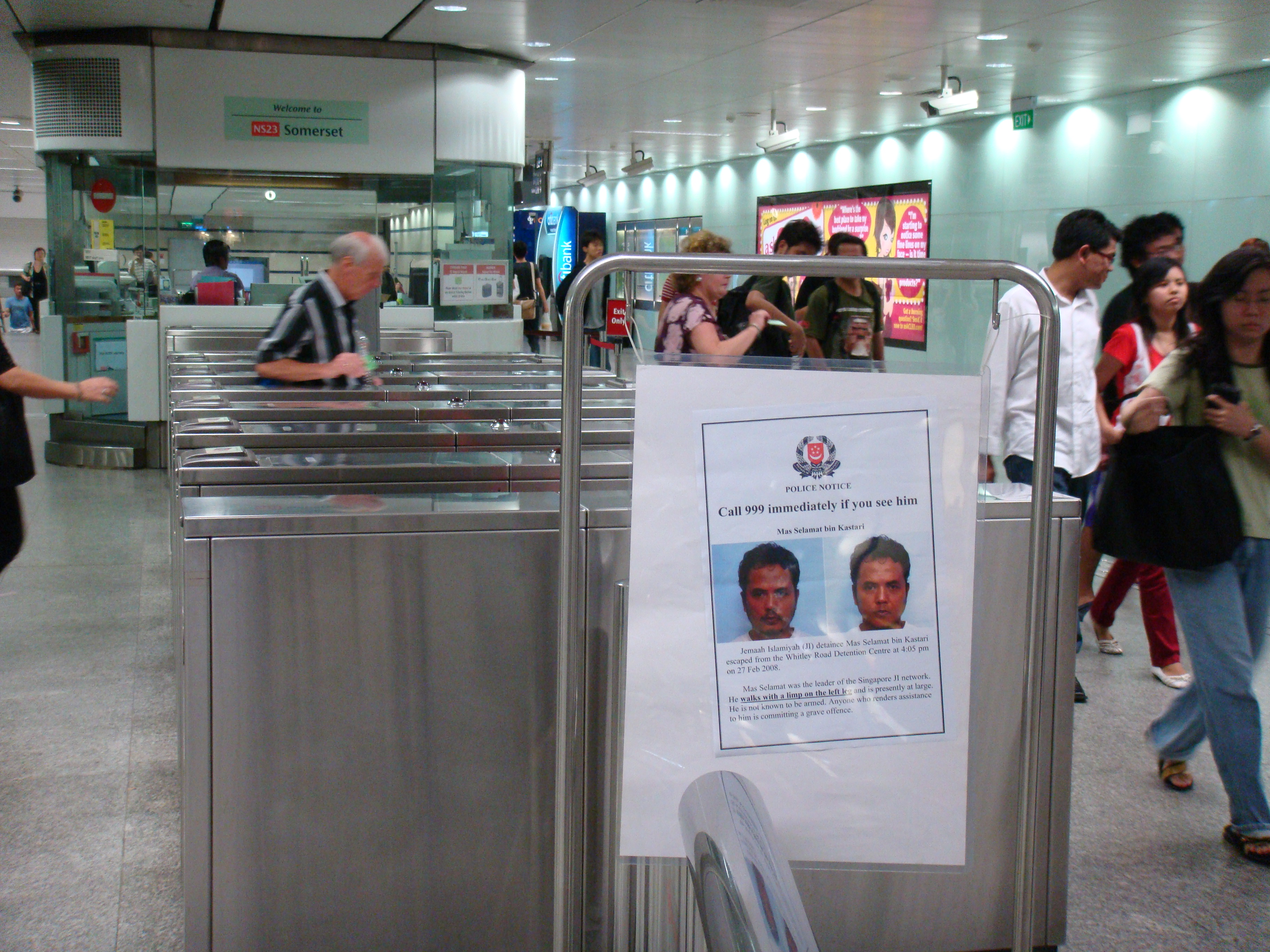
Mas Selamat bin Kastari auf Fahndungsfotos

Mas Selamat bin Kastari (* 23. Januar 1961 im Regierungsbezirk Kendal, Zentraljava) war für mehr als ein Jahr einer der meistgesuchten Flüchtigen Singapurs. Er entkam aus der Haft am 27. Februar 2008. In Singapur galt seine Suche als die größte Fahndungsaktion in der Landesgeschichte. Erst am 1. April 2009 konnte er in Johor Bahru in Malaysia gefasst werden.

## Leben
Im Januar 2006 wurde Mas Selamat von indonesischen Antiterroreinheiten in Java verhaftet und an Singapur ausgeliefert. Ihm wurde vorgeworfen einen Bombenanschlag auf dem singapurischen Flughafen zu verüben und laut der singapurischen Polizei plante Mas Selamat, den Anschlag mit einem Flugzeug durchzuführen. Seitdem sitzt er in Untersuchungshaft – bis auf den Ausbruch 2008 bis 2009 – und kann nach singapurischem Recht ohne richterliche Anordnung unbeschränkt festgehalten werden.